# Eucherio di Orleans
Eucherio di Orléans (Orléans, 687 circa – Sint-Truiden, 20 febbraio 743) è stato un vescovo franco.
Fu un monaco benedettino nativo di Orléans, che divenne vescovo di Orléans e che salì all'onore degli altari.

## Biografia
Nato in una famiglia agiata, Eucherio ricevette una formazione teologica dall'età di sette anni in su, entrando poi verso il 714 nell'Abbazia di Jumièges, della diocesi de Rouen..
Nel 721 divenne vescovo di Orléans, succedendo allo zio morente Savary. Già noto per le sue qualità intellettuali e spirituali fu scelto da Carlo Martello, maestro di palazzo, a seguito della richiesta di una delegazione popolare. Molto riluttante, poiché attaccato alla vita monastica, egli non accettò la dignità episcopale che sotto la costrizione da parte di Carlo Martello. .
Egli diede prova d'indipendenza di fronte al potente maestro di palazzo. Al contrario di altri vescovi, Eucherio protestò vivamente quando, dopo la vittoria di Poitiers nel 732, Carlo Martello non esitò a distribuire arbitrariamente beni della Chiesa ai soldati che lo avevano seguito nella campagna militare contro i Saraceni.
Irritato, Carlo Martello costrinse Eucherio a partire immediatamente per l'esilio a Colonia ove fu molto ben accolto, diventando anche colà molto popolare. Fu allora trasferito nel castello di Haspengaw, nella contea di Hesbaye, sotto la guardia del duca Crodeberto. Perseguendo la propria vendetta Carlo Martello fece in modo che Eucherio fosse quasi sequestrato in un monastero nei pressi di Liège, l'Abbazia di Saint-Trond, ove morì nel 743.
La sua tomba fu per lungo tempo luogo di pellegrinaggio.

## Memoria liturgica
Considerato santo, la sua memoria liturgica cade il 20 febbraio..

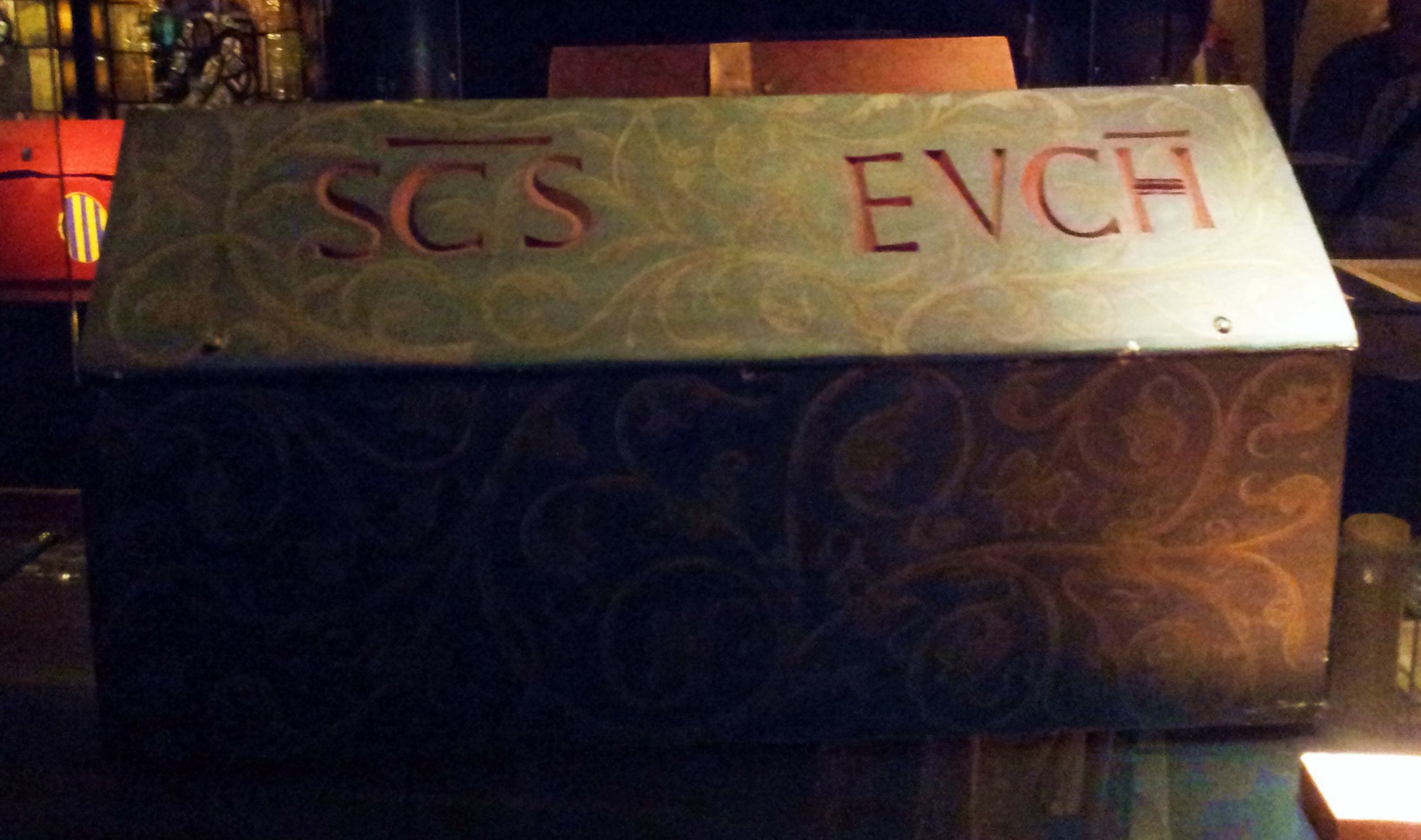
Reliquiario, chiesa di Notre-Dame, St-Trond
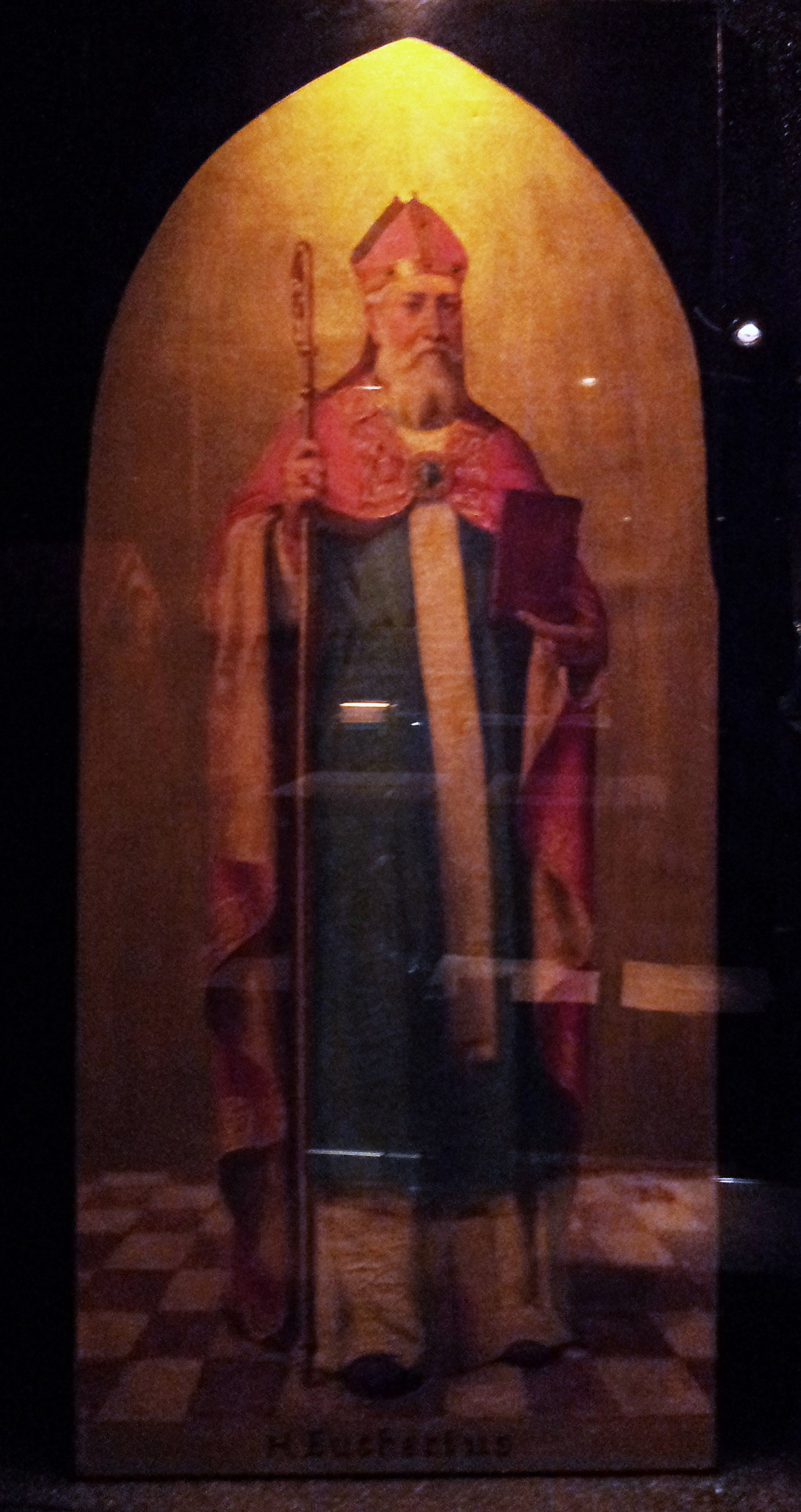
Dipinto, chiesa di Notre-Dame a St-Trond
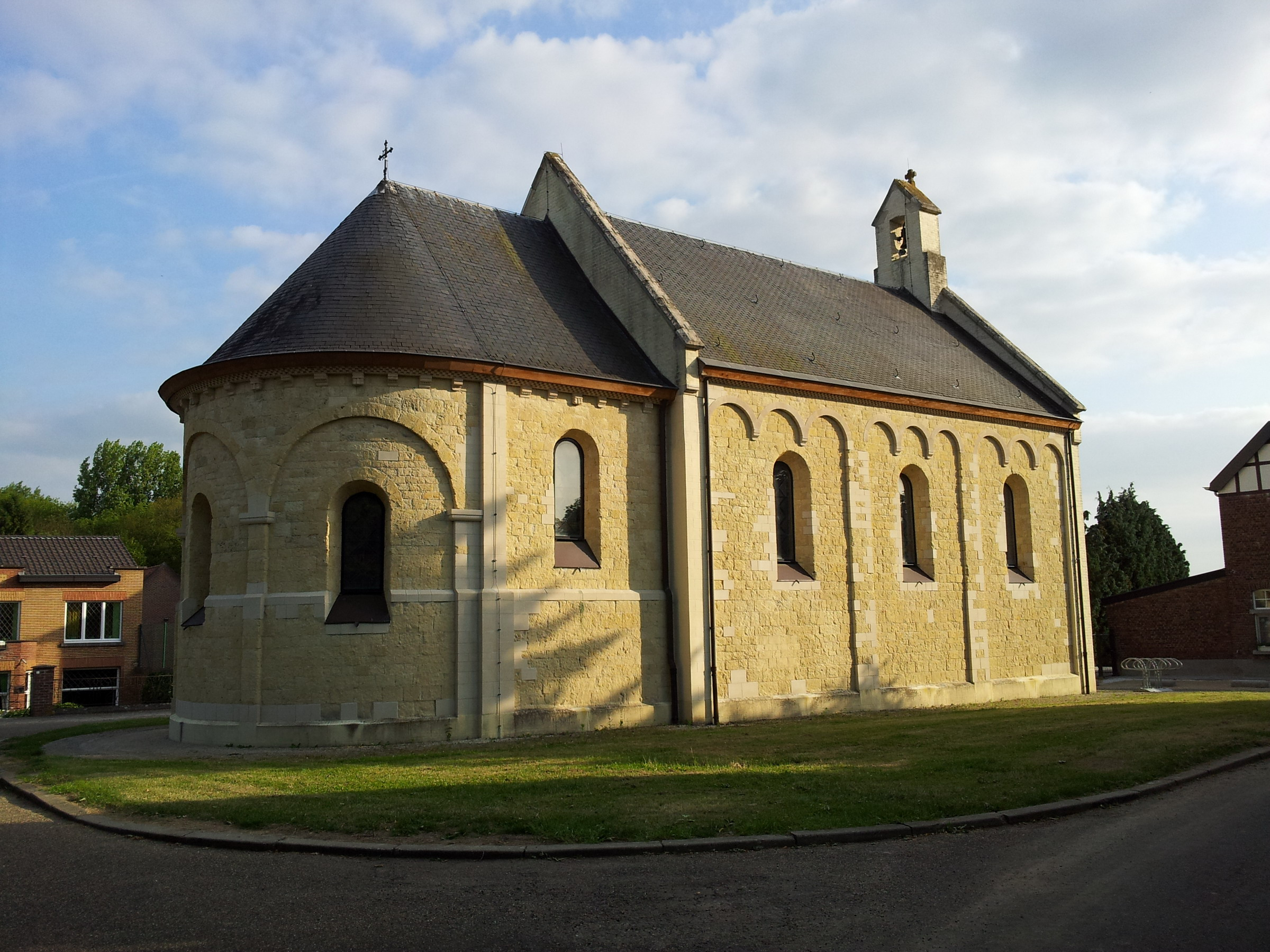
Cappella di Sant'Eucherio, Brustem
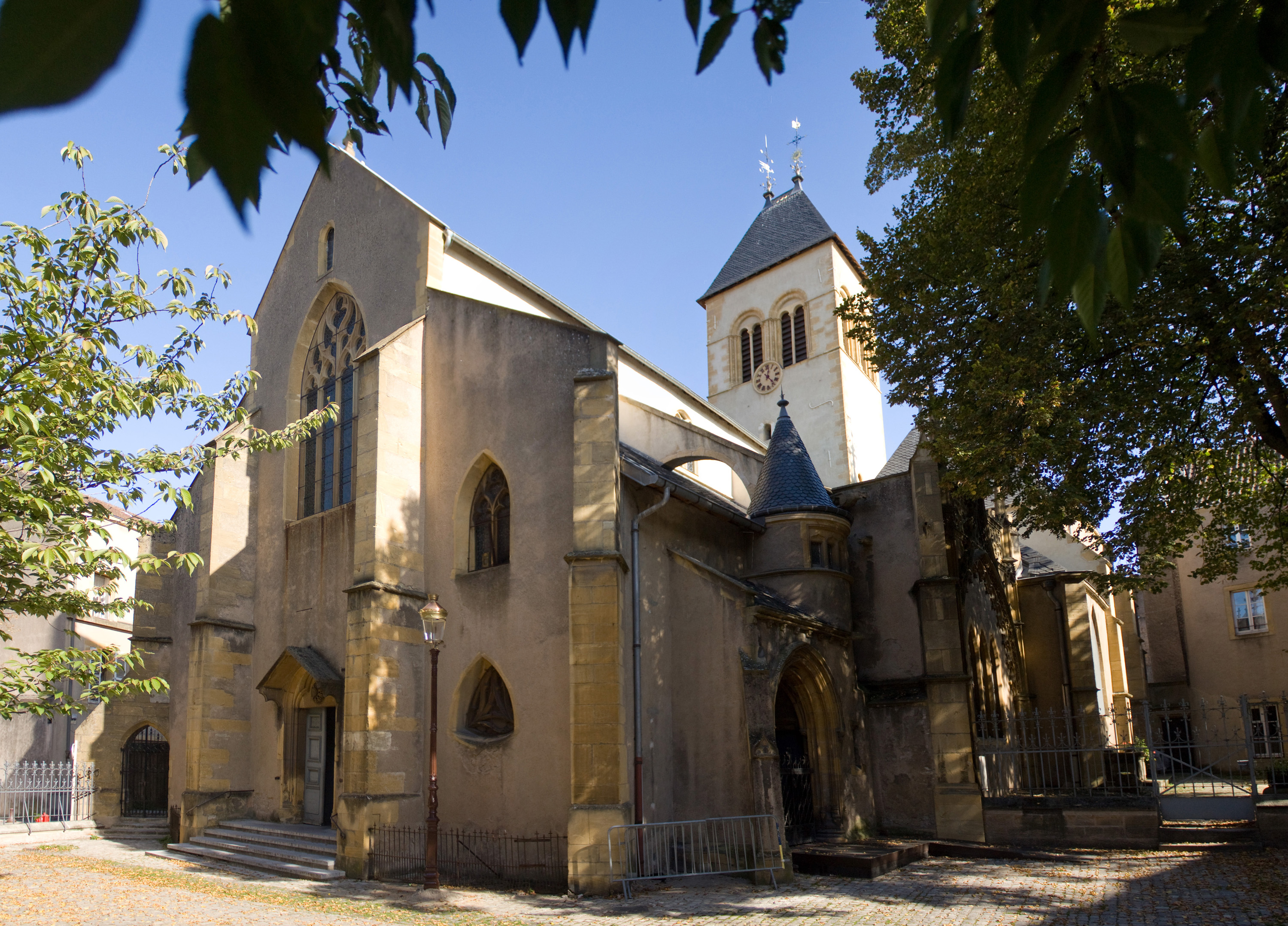
Chiesa di Sant'Eucherio, Metz